# ナイルの放物線
ナイルの放物線（ナイルのほうぶつせん、英語: Neile's parabola）とは、自由落下する物体が地球の自転の影響を受けて描く経路（曲線）のことである。名前はイギリスの数学者ウィリアム・ニールにちなむ。

## 方程式
落下の初期位置を含む鉛直線と地表の交点を原点とし、鉛直上方にz軸、東の方向にy軸をとると、落体が描く経路は、
{\displaystyle y={\frac {\omega }{3}}\cos \alpha {\sqrt {\frac {8(h-z)^{3}}{g}}}}
という方程式で表される。ここで、
- ω：地球の自転の角速度
- α：落体の緯度
- h：落体の初期位置のz座標
- g：重力加速度

である。